# Allein mit Dad & Co
Allein mit Dad & Co ist eine US-amerikanische Familien-Komödie aus dem Jahr 1994.

## Handlung
Nachdem es zu einem Überraschungsfund von Münzen im Wert von 1,5 Mio. US-Dollar bei einer kinderlosen alten Frau kam, wollen Raymond „Ray“ Gleason und seine beiden Komplizen  Robert „Bobby“ Drace und Carl diese klauen und auf dem Schwarzmarkt verkaufen, wobei sie davon ausgehen, dass jeder etwa 250.000 US-Dollar erhält. Unglücklicherweise setzt Rays Schwester Kitty dessen Sohn Timmy bei ihm ab, da er niemanden mehr hat, nachdem seine Mutter verstarb. Aber Ray, Bobby und Carl lassen sich nicht von ihrem Raubzug abhalten. Sie stehlen die Münzen und verstecken sie auf dem Dach. Unglücklicherweise findet Timmy heraus, was sie taten, sodass er die Münzen erneut stiehlt und sie versteckt. Anschließend erpresst er Ray, dass er eine Woche lang für ihn den perfekten Vater spielen soll, damit er nicht das Videoband mit den dreien und den gestohlenen Münzen an die Polizei schickt. Nach dieser Woche können sie die Münzen gerne wieder haben.
Derweil hat Detective Theresa Walsh anhand der Hinweise eines Obdachlosen die Verdächtigen des Raubes auf Ray und Bobby eingegrenzt, weswegen sie Lt. Romayko um etwas Zeit bittet, damit sie die beiden überwachen lassen kann. So sieht sie, wie Ray, Carl und Bobby gemeinsam versuchen, mit Timmy im Aquarium, im Candlestick Park, der Spielstätte der Baseballmannschaft San Francisco Giants, beim Angeln, im Museum und beim Eislauf Spaß zu haben. Nachdem Theresa auch am zweiten Tag im Freizeitpark California’s Great America die vier bei der Achterbahn, beim Karaoke, beim Karussell und beim Minigolf beobachtet hat, muss sie am darauf folgenden Tag einschreiten, um Timmy vor einem herannahenden Bus zu bewahren. Dadurch kommt sie auch mit Ray in Kontakt und wird nicht nur zum Kaffee, sondern auch zum Abendessen eingeladen. Sie gibt sich dabei als Grundschullehrerin aus und küsst Ray.
Inzwischen haben Bobby und Carl aus Timmys Zimmer eine Karte gestohlen, von der sie glauben, dass diese direkt zu den Münzen führen wird. Allerdings lesen und interpretieren sie die Karte nach ihren eigenen Methoden, sodass sie nicht nur von einem Unglück ins nächste stolpern, sondern auch noch im Müll landen und vom Müllwagen abtransportiert werden. Schließlich glaubt Bobby auch, dass der Schatz in einer Kirche sei. So greift er in die Kollekte und stiehlt einen großen Kasten, um anschließend vor der Nonne zu flüchten und von der Polizei verhaftet zu werden. Für all diese Missgeschicke gibt er Timmy und Ray die Schuld. Timmy hingegen hat auf seinen Videobändern entdeckt, dass Theresa eine Polizistin ist und er sowie sein Vater von der Polizei überwacht werden. Er schüttelt seinen Verfolger ab und deponiert die Münzen am Busbahnhof.
Anschließend gibt Timmy Ray den Schlüssel und meint, dass er sich zwischen den Münzen und ihm entscheiden soll. Denn wenn er die Münzen nimmt, wird er ihn nie wieder sehen, da die Polizei ihn verhaften wird. Wenn er sich allerdings für ihn entscheidet, wird die Polizei nie einen Verdächtigen festnehmen. Das macht Ray wütend, will er doch das Geld für seine eigene Konditorei investieren und nicht weiterhin Verbrechen begehen. Doch er entscheidet sich für das Geld und gegen seinen Sohn, sodass er ihn am Busbahnhof in den nächsten Bus setzt und kurz davor ist, das Schließfach zu öffnen. Die Polizei wartet im Hintergrund und will erst eingreifen, wenn der Schlüssel steckt. Aber Ray entscheidet sich um und lässt das Geld zugunsten seines Sohnes liegen. Unglücklicherweise erscheint Bobby, der Ray mit vorgehaltener Waffe dazu zwingt, das Schließfach zu öffnen, wodurch die Polizei eingreift und beide mitsamt den Beweisen verhaftet. Allerdings waren es nicht die gesuchten Münzen, sondern lediglich ein paar Pennys. Timmy gibt Theresa den Tipp, dass die echten Münzen in einer Umhängetasche an einer Schaufensterpuppe im Kaufhaus hängen, sodass er und sein Vater daraufhin entlassen werden können, denn ohne Beweise können sie auch nicht verhaftet werden.

## Kritik
Obwohl Ted Danson und Macaulay Culkin „herzerwärmend, aber nicht albern“ spielen, kritisierte Caryn James von der New York Times, dass der Film „nervend [und] voller erbärmlicher Witze“ sei. Außerdem sei die Geschichte „falsch und unsinnig wie der aufgeklebte Pferdeschwanz von Ted Danson“.
In der Chicago Sun-Times attestierte der renommierte Filmkritiker Roger Ebert, dass der Film voller Ambitionen sei, denn er möchte „ein Krimi, eine Komödie, eine Romanze und auf Macaulay Culkin zugeschnitten sein.“ Und das sei zu viel. Obwohl man „in der Schlussszene ein paar obligatorische Tränen“ vergießen könnte, schaffen es die Drehbuchautoren einfach nicht, die nötige Spannung aufrechtzuerhalten, wobei sie noch „unnötige“ und „bizarre“ Erklärungen bieten würden.
Das Lexikon des internationalen Films meinte, dass es sich bei dem Film um eine „Familien-Komödie, die ganz auf ihren Kinderstar zugeschnitten ist, der aber schauspielerisch nicht einmal die bescheidenen Vorgaben von Buch und Regie bewältigt.“ Außerdem sei der Film voller „voll von aufgesetztem Pathos, verlogener Moral und billigem Witz.“
Die deutsche Fernsehzeitschrift Prisma meinte nicht nur, dass Macaulay Culkin „in der Hauptrolle dieser temporeichen Familienkomödie, die ganz auf den kleinen Star zugeschnitten ist“, glänze, sondern dass „dies einer der besten Filme mit Culkin“ sei.
Die Deutsche Film- und Medienbewertung FBW in Wiesbaden verlieh dem Film das Prädikat wertvoll.

## Hintergrund
Ursprünglich sollte Macaulay Culkins Figur des Timmy Gleason kurze Haare tragen. Da Culkin allerdings zu der Zeit seine langen Haare gefielen, konnte sein Vater Kit Culkin es durchbringen, dass sein Sohn seine Haare behalten kann.
Gemeinsam mit seinen beiden anderen Hauptrollen in Der Pagemaster – Richies fantastische Reise und Richie Rich wurde Culkin bei der Verleihung der Goldenen Himbeere 1995 als Schlechtester Hauptdarsteller nominiert.
In den USA startete der Film am 17. Juni 1994 in den Kinos und konnte bei einem geschätzten Produktionsbudget von knapp 30 Mio. US-Dollar lediglich etwas mehr als 18,8 Mio. US-Dollar wieder einspielen. In Deutschland wurde er, nachdem er am 7. Juli 1994 startete, von 182.637 Kinobesuchern gesehen. Seit dem 27. Januar 1995 ist der Film auf VHS und seit dem 3. April 2003 auf DVD erhältlich.